# Distretto di Micheweni
Il distretto di Micheweni è un distretto della Tanzania situato nella regione di Pemba Nord. È suddiviso in 27 circoscrizioni (wards) e conta una popolazione di 103 816 abitanti (censimento 2012). 
Elenco delle circoscrizioni:
- Chimba
- Finya
- Kifundi
- Kinowe
- Kinyasini
- Kiuyu Mbuyuni
- Konde
- Majenzi
- Makangale
- Maziwa Ng'ombe
- Mgogoni
- Micheweni
- Mihogoni
- Mjini Wingwi
- Mlindo
- Msuka Magharibi
- Msuka Mashariki
- Mtemani
- Shumba Mjini
- Shumba Viamboni
- Sizini
- Tondooni
- Tumbe Magharibi
- Tumbe Mashariki
- Wingwi Mapofu
- Wingwi Mjananza
- Wingwi Njuguni